# 仇敬
仇敬（1340年—1383年），字仲立，山西省平陽府曲沃縣人，明朝政治人物，進士出身。

## 生平
年少時与郝修已同栖紫金山，好学勤工。洪武三年（1370年）庚戌科山西鄉試第一名舉人。洪武四年（1371年），中二甲三名进士。授绥德州知州，升任巩昌府知府，有政绩。卒年四十四。

## 家族
曾祖仇守信，祖仇璉。父仇惟郁，母生母杜氏；繼母秦氏。

## 參看
- 明朝解元列表